# Erebia nevadensis
Erebia nevadensis är en fjärilsart som beskrevs av Haigh-thomas 1929. Erebia nevadensis ingår i släktet Erebia och familjen praktfjärilar. Inga underarter finns listade i Catalogue of Life.